# Дункана 151A
Дункана 151A (англ. Duncan's 151A) — індіанська резервація в Канаді, у провінції Альберта, у межах муніципального району Піс № 135.

## Населення
За даними перепису 2016 року, індіанська резервація нараховувала 150 осіб, показавши скорочення на 8,5%, порівняно з 2011-м роком. Середня густина населення становила 6,4 осіб/км².
З офіційних мов обидвома одночасно не володів жоден з жителів, тільки англійською — 150. Усього 15 осіб вважали рідною мовою не одну з офіційних, з них усі — одну з корінних мов.
Працездатне населення становило 52,4% усього населення, усі були зайняті.

## Клімат
Середня річна температура становить 1°C, середня максимальна – 20,9°C, а середня мінімальна – -23°C. Середня річна кількість опадів – 445 мм.
| Клімат поселення                              | Клімат поселення | Клімат поселення | Клімат поселення | Клімат поселення | Клімат поселення | Клімат поселення | Клімат поселення | Клімат поселення | Клімат поселення | Клімат поселення | Клімат поселення | Клімат поселення | Клімат поселення |
| Показник                                      | Січ.             | Лют.             | Бер.             | Квіт.            | Трав.            | Черв.            | Лип.             | Серп.            | Вер.             | Жовт.            | Лист.            | Груд.            |                  |
| Середній максимум, °C                         | −10,08           | −6,43            | −0,55            | 9,69             | 16,17            | 20,37            | 20,92            | 19,76            | 14,72            | 8,77             | −2,54            | −9,05            |                  |
| Середня температура, °C                       | −16,54           | −12,89           | −7,01            | 3,23             | 9,69             | 13,91            | 15,72            | 14,57            | 9,51             | 3,56             | −7,74            | −14,26           |                  |
| Середній мінімум, °C                          | −23              | −19,35           | −13,46           | −3,22            | 3,24             | 7,46             | 10,54            | 9,38             | 4,31             | −1,63            | −12,93           | −19,45           |                  |
| Норма опадів, мм                              | 29               | 21               | 19               | 18               | 39               | 72               | 73               | 58               | 38               | 26               | 29               | 23               |                  |
| Середньомісячна швидкість вітру, м/с          | 3.90             | 3.80             | 3.80             | 4.00             | 4.00             | 3.80             | 3.30             | 3.30             | 3.77             | 4.20             | 3.80             | 4.00             |                  |
| Середньомісячна сонячна радіація, кДж/м²·день | 2483             | 5683             | 11187            | 16778            | 20200            | 21754            | 21237            | 17306            | 11322            | 6163             | 2851             | 1707             |                  |
| --------------------------------------------- | ---------------- | ---------------- | ---------------- | ---------------- | ---------------- | ---------------- | ---------------- | ---------------- | ---------------- | ---------------- | ---------------- | ---------------- | ---------------- |
| Джерело:                                      |                  |                  |                  |                  |                  |                  |                  |                  |                  |                  |                  |                  |                  |